# Rhizochaete
Rhizochaete Gresl., Nakasone & Rajchenb. – rodzaj grzybów z rodziny korownicowatych (Phanerochaetaceae). W Polsce występuje jeden gatunek – Rhizochaete filamentosa (tzw. korownica włóknista).

## Systematyka i nazewnictwo
Pozycja w klasyfikacji według Index Fungorum: Phanerochaetaceae, Polyporales, Incertae sedis, Agaricomycetes, Agaricomycotina, Basidiomycota, Fungi.

## Charakterystyka
Grzyby kortycjoidalne o bazydiokarpie rozpostartym, rozproszonym, błonkowatym do błoniastego, w stanie świeżym skórzastym, po wyschnięciu twardym. Hymenofor gładki do lekko guzowatego, aksamitny, żółtawy, pomarańczowy lub brązowawy, pod wpływem KOH zmieniający kolor na czerwony do fioletowego. Brzeg wyraźny, strzępiasty z licznymi zazwyczaj sznurami grzybniowymi, w KOH zmieniającymi barwę na czerwoną do fioletowej. System strzępkowy monomityczny, strzępki generatywne ze sprzążkami lub prostą przegrodą, cienkie lub grubościenne, zwykle inkrustowane w kolorze od ciemnożółtego do żółtawobrązowego z granulkami, które rozpuszczają się w KOH, zmieniając kolor roztworu na bladofioletowy, ale niektóre strzępki są inkrustowane szklistymi kryształkami, które nie rozpuszczają się w KOH. Cystydy przeważnie występują, są cylindryczne wrzecionowate, cienkie do grubościennych, inkrustowane. Podstawki maczugowate do niemal cylindrycznych, 4-zarodnikowe. Bazydiospory cylindryczne do elipsoidalnych, gładkie, cienkościenne, nieamyloidalne.
Rhizochate jest morfologicznie i filogenetycznie blisko spokrewniony z Phanerochaete, ale różni się głównie charakterystyczną reakcją owocnika i strzępek na KOH. Rurkowatymi cystydami o pogrubionych ścianach przypomina również niektóre gatunki Crustoderma, różni się jednak krystaliczną i ziarnistą inkrustacją.
Niektóre gatunki:
- Rhizochaete americana (Nakasone, C.R. Bergman & Burds.) Gresl., Nakasone & Rajchenb. 2004
- Rhizochaete borneensis (Jülich) Gresl., Nakasone & Rajchenb. 2004
- Rhizochaete brunnea Gresl., Nakasone & Rajchenb. 2004
- Rhizochaete filamentosa (Berk. & M.A. Curtis) Gresl., Nakasone & Rajchenb. – tzw. korownica włóknista
- Rhizochaete fouquieriae (Nakasone & Gilb.) Gresl., Nakasone & Rajchenb. 2004
- Rhizochaete radicata (Henn.) Gresl., Nakasone & Rajchenb. 2004

Nazwy naukowe na podstawie Index Fungorum. Nazwa polska według W. Wojewody.